# 茨城県道・栃木県道13号大子黒羽線
茨城県道・栃木県道13号大子黒羽線（いばらきけんどう・とちぎけんどう13ごう だいごくろばねせん）は、茨城県久慈郡大子町から栃木県大田原市（黒羽地区）までを結ぶ県道（主要地方道）である。

## 概要

### 路線データ
- 起点：茨城県久慈郡大子町大字上金沢（国道461号交点）
- 終点：栃木県大田原市須佐木（国道461号交点）
- 総延長：13.045 km（茨城県区間：1.273 km[1]、栃木県区間：11.772 km）
- 重用延長：なし（茨城県区間：0.0 km[1]、栃木県区間：*.* km）
- 未供用延長：なし（茨城県区間：0.0 km[1]、栃木県区間：*.* km）
- 実延長：13.045 km（茨城県区間：1.273 km[1]、栃木県区間：11.772 km）
- 自動車交通不能区間延長[注釈 1]：なし（茨城県区間：0.0 km[1]、栃木県区間：*.* km）
- 認定：1928年（昭和13年）9月2日

## 歴史
- 1928年（昭和13年）9月2日：茨城県道として認定。
- 1962年（昭和37年）8月10日：栃木県道として認定。
- 1966年（昭和41年）6月30日：久慈郡大子町大字上金沢字壱貫町 - 同字荒谷前の狭隘路（最小幅員3.0 m、延長234 m）を拡幅改良供用開始[2]。
- 1968年（昭和43年）6月6日：久慈郡大子町大子字近町、同町大字塙、同町大字上金沢字北向（最小幅員3.5 m）の道路拡幅改良[3]。
- 1993年（平成5年）5月11日：建設省から、県道大子黒羽線が大子黒羽線として主要地方道に指定される[4]。
- 1995年（平成7年）3月30日：茨城県区間の整理番号が、整理番号7から現在の番号（整理番号13）に変更される[5]。

## 道路施設

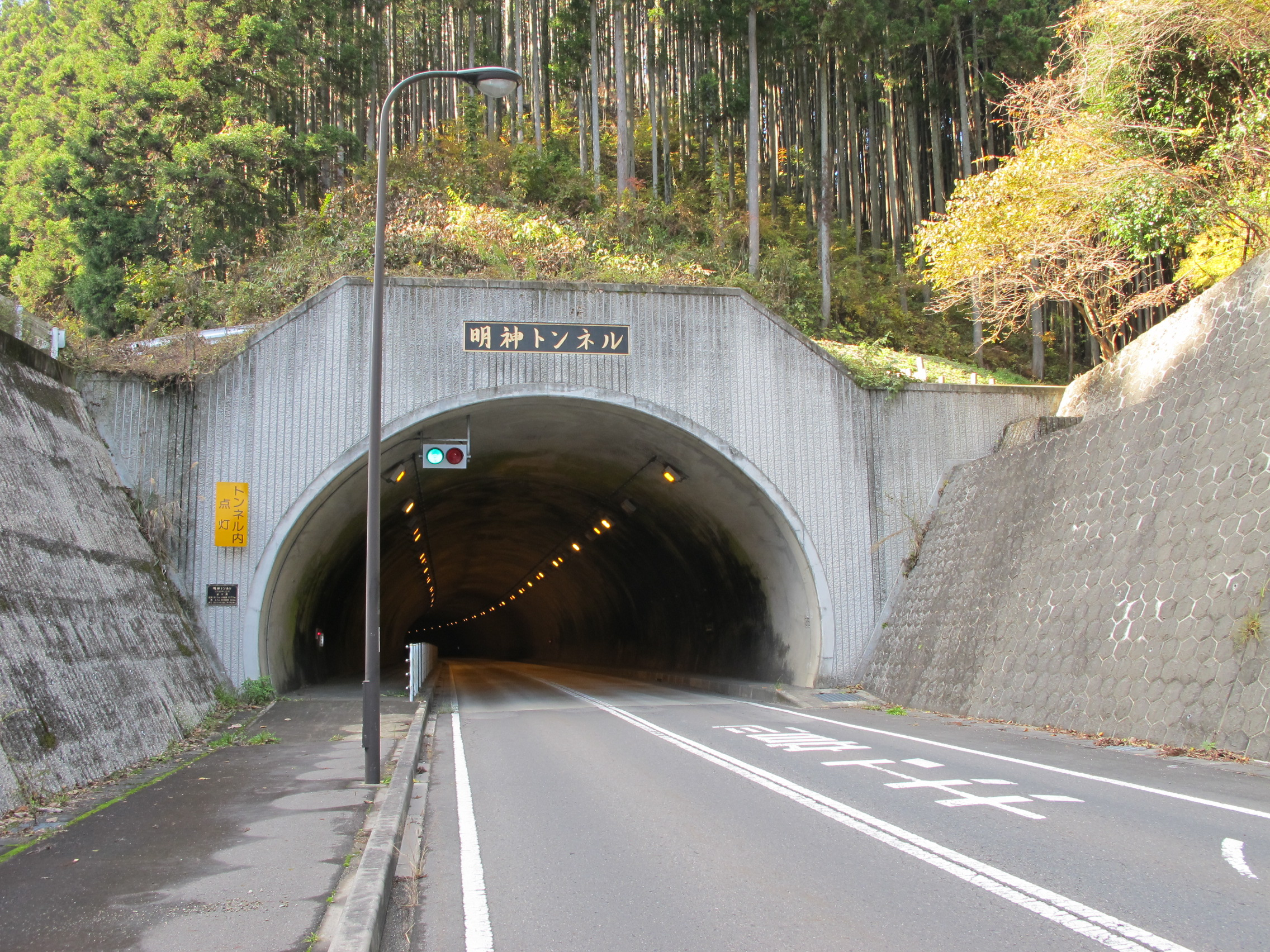
明神トンネル
（大田原市須賀川側の坑口）

- 明神トンネル（栃木県大田原市）
1999年12月竣工。明神峠を貫く延長819m、全幅員10.75m、高4.7m、車道幅員6.0mのトンネル。

## 地理

### 通過する自治体
- 茨城県
  - 久慈郡大子町
- 栃木県
  - 大田原市

### 交差する道路
- 国道461号（起点）

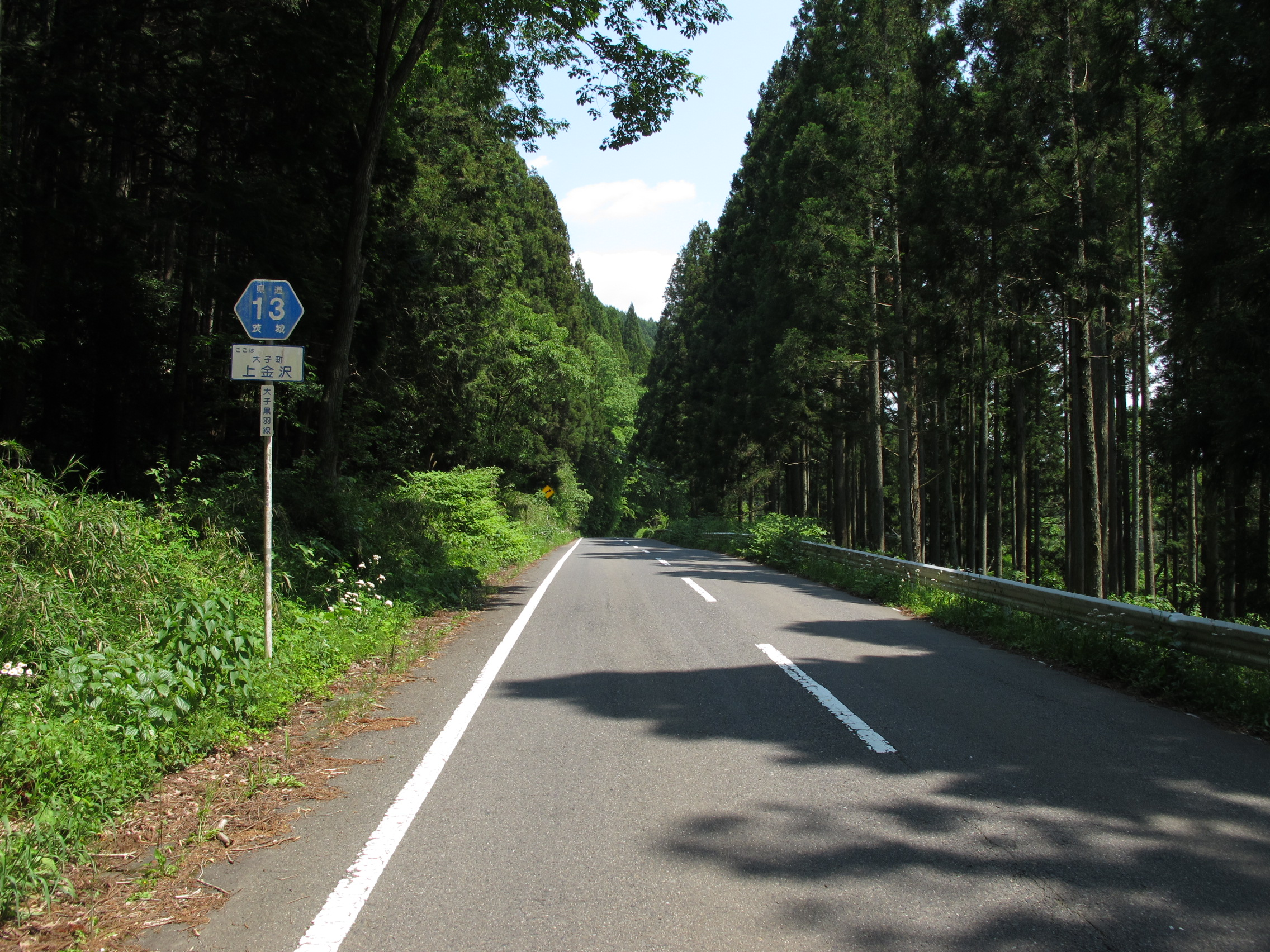
茨城県道13号大子黒羽線
茨城県大子町上金沢（2012年5月）

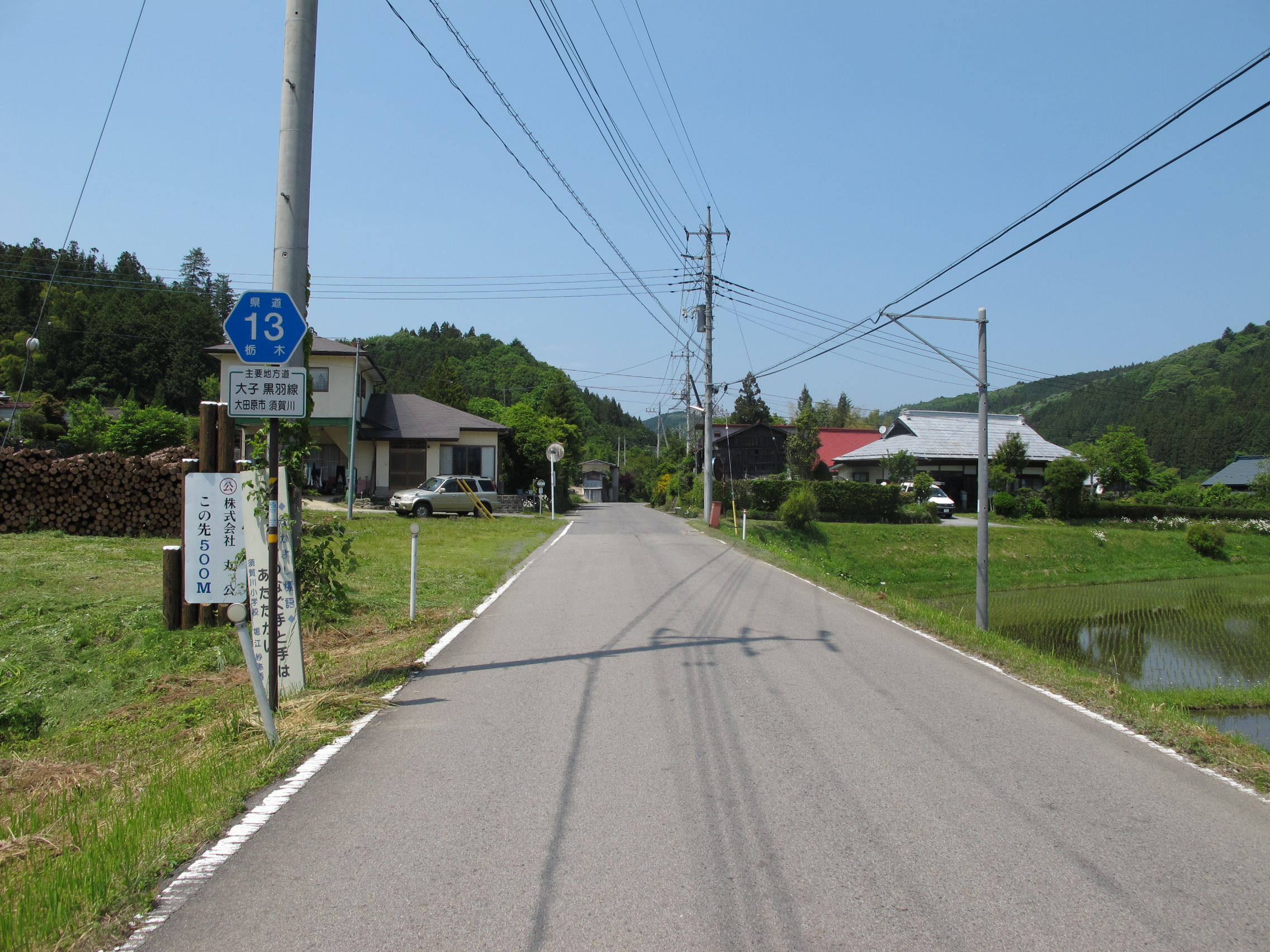
栃木県道13号大子黒羽線
栃木県大田原市須賀川（2012年5月）

- 茨城県道205号須賀川大子線（大田原市須賀川）
- 栃木県道321号南方須佐木線（大田原市須佐木）
- 国道461号（終点）